# ستيف باريش
ستيف باريش (بالإنجليزية: Steve Parrish)‏ مواليد 24 فبراير 1953 في كامبريدج، هو متسابق دراجات نارية إنجليزي. نافس في سباقات بطولة العالم لفئة 500 سي سي. كما شارك في كأس جزيرة مان السياحية.

## روابط خارجية
- ستيف باريش على موقع MotoGP.com (الإنجليزية)